# Aleksandr Michajlovič Semënov
Aleksandr Michajlovič Semënov (in russo Александр Михайлович Семёнов?; Toržok, 18 febbraio 1922 – Leningrado, 23 giugno 1984) è stato un pittore russo del XX secolo, maestro della pittura di paesaggio, esponente del realismo socialista..

## Biografia
Aleksandr Michajlovič Semënov nacque il 18 febbraio 1922 presso Toržok, in Russia. Nel 1940 si diplomò nella scuola d'arte di Leningrado. Nel 1941, dopo l'attacco della Germania nazista, combatté nell'Armata Rossa, partecipando alla difesa di Leningrado e in tutte le successive campagne della «Grande Guerra Patriottica».
Dal 1954 partecipò alle mostre degli artisti di Leningrado. Nel 1957 divenne membro dell'Unione degli Artisti di Leningrado e dipinse paesaggi, ritratti, dipinti di genere, schizzi dal vero. È meglio conosciuto per i suoi paesaggi di Leningrado, così come delle antiche città russe Toržok, Rostov Velikij, Staraja Ladoga, Jaroslavl' e altre.
Nel 1970 partecipò a mostre di arte contemporanea sovietica in Giappone; negli anni Ottanta espose in Francia, in Gran Bretagna, negli Stati Uniti, in Italia, in Norvegia, in Germania e in altri paesi.
Aleksandr Semënov morì il 23 giugno 1984, a 63 anni, nel villaggio di Dajmišče, presso Leningrado, dove lavorò negli ultimi anni della sua vita. Le sue opere si trovano in musei d'arte e in numerose collezioni private russe, europee, americane e giapponesi.